# Майка България (Велико Търново)
Вижте пояснителната страница за други значения на Майка България.
Паметникът „Майка България“ се намира в центъра на Велико Търново, на едноименния парков площад „Майка България“.
Посветен е на загиналите в 5 войни – Руско-турската (1877 – 1878), Сръбско-българската (1885), Балканските (Първата и Втората, 1912 – 1913), Първата световна война.
Паметникът е построен в прослава на загиналите во̀ини със средства, дарени от населението на Велико Търново.
В криптата на паметника гори вечен огън, а на върха му се издига статуя, която символизира Майка България, коленичила със знаме в ръка. Около мемориалния комплекс е изградена цветна градина с пейки.
Открит e на 6 май 1935 г. По-късно става известен като „Майка България“.

Скоро след 9 септември 1944 г. короната от главата на женската фигура, олицетворяваща Майка България, е свалена. Доста години след това – след 10 ноември 1989 г., се оказва, че е запазена, и отново е положена на мястото ѝ.